# Navil Tapja
Navil Tapja är en ort i Mexiko.   Den ligger i kommunen Oxchuc och delstaten Chiapas, i den sydöstra delen av landet, 800 km öster om huvudstaden Mexico City. Navil Tapja ligger 2 279 meter över havet och antalet invånare är 319.
Terrängen runt Navil Tapja är huvudsakligen kuperad. Navil Tapja ligger uppe på en höjd. Runt Navil Tapja är det glesbefolkat, med 16 invånare per kvadratkilometer. Närmaste större samhälle är Chanal, 7,3 km sydost om Navil Tapja. I omgivningarna runt Navil Tapja växer huvudsakligen savannskog.